# Giacomo Maremmani
Giacomo Maremmani (Barga, 20 aprile 1998) è un hockeista su pista italiano.

## Palmarès
- Campionato italiano: 4

Forte dei Marmi: 2014-2015, 2015-2016, 2018-2019
Amatori Lodi: 2016-2017
- Supercoppa italiana: 4

Amatori Lodi: 2016
Forte dei Marmi: 2017, 2019, 2021